# Daniel Kerschbaumer
Daniel Kerschbaumer (sinh 11 tháng 6 năm 1989) là một cầu thủ bóng đá Áo thi đấu cho FC Blau-Weiß Linz.